# Misao
Misao ist ein japanischer männlicher und (überwiegend) weiblicher Vorname sowie ein Familienname.

## Namensträger

### Vorname
- Fujimura Misao (1886–1903), japanischer Schüler und Suizident
- Misao Kodate (* 1961), japanischer Biathlet und Biathlontrainer
- Misao Tamai (1903–1978), japanischer Fußballspieler

### Familienname
- Kento Misao (* 1996), japanischer Fußballspieler
- Yūto Misao (* 1991), japanischer Fußballspieler

## Weiteres
- Hrvatska Misao, Zeitung der kroatischen Literatenbewegung in Prag